# Гай Азиний Поллион
Гай Ази́ний Поллио́н (лат. Gaius Asinius Polliō; родился не позднее 85 года до н. э., Кьети, Римская республика — умер в 4/5 году, Тускул, Римская империя) — римский полководец и государственный деятель из плебейского рода Азиниев, консул Римской республики 40 года до н. э. Известен, в первую очередь, учреждением первой в Риме публичной библиотеки, смотрителем которой был назначен Марк Теренций Варрон.

## Биография
Прошёл долгий путь профессионального военного и политика. Тацит упоминает его как «прославленного», «знаменитого», «достигшего почестей безупречной жизнью и столь же незапятнанным красноречием». В гражданской войне сражался на стороне Цезаря, а затем — Антония, после чего отошёл от политики и стал покровителем искусств.
Основал первую публичную библиотеку в Риме, библиотекарем которой стал Варрон. В юности знал Катулла; являлся патроном Вергилия и другом Горация, которые посвятили ему несколько стихотворений.
Автор «Истории гражданских войн в Риме» в 17 книгах, охватывавших период с 60 по 42 годы до н. э. Писал также стихи, трагедии, критические, грамматические и философские сочинения: известный оратор своего времени, предпочитал строгий и точный архаичный стиль письма. Получил известность как строгий литературный критик.
Отец Гая Азиния Галла, мужа Випсании Агриппины, дочери Агриппы, соратника, военного заместителя и второго зятя императора Августа.

### Происхождение и карьера
Известна надпись, в которой упоминается имя его отца — Гней. Имел брата, которого звали Азиний Марруцин, известного розыгрышами дурного вкуса. Имя «Марруцин», возможно, говорит о марруцинском происхождении рода Азиниев. Вероятно, внук Герия Азиния, претора марруцинов в 90 году до н. э., сражавшегося на стороне италийцев в Союзнической войне 91—88 годов.
В юности принадлежал к литературному кружку Катулла. Общественную деятельность начал в 56 году, выступив в поддержку политики Лентула Спинтера.
В 54 году безуспешно выступил с обвинением против Гая Порция Катона, дальнего родственника известного Катона Младшего, в нарушении законов Лициния-Юния и (или) Фуфия. Обвиняемый, народный трибун 56 года, был оправдан, предположительно, в результате сговора с обвинителями.
Несмотря на то, что вначале поддерживал Лентула Спинтера и выступил против Гая Порция Катона, действовавшего в интересах триумвиров Помпея, Красса и Цезаря, в гражданской войне между Юлием Цезарем и Помпеем Азиний Поллион занял сторону первого, т. к. ещё со времён Галльской кампании служил под его командованием. Входил в число друзей будущего диктатора и сопровождал его, когда тот принимал решение о переходе через Рубикон и, таким образом, начале очередной междоусобицы, являясь легатом в его армии.
Когда Помпей с сенатом бежали в Грецию, Поллион был послан Цезарем на Сицилию, откуда без ведения военных действий вытеснил Катона Младшего. Затем вместе со Скрибонием Курионом был послан в Африку против помпеянца Публия Аттия Вара: Вар был побеждён в битве под Утикой, после чего Курион вышел против союзника Помпея, царя Юбы I Нумидийского, но погиб с войском у Баграды; Поллион же отступил к Утике вместе с небольшим отрядом.
В 48 году до н. э. в качестве легата Юлия Цезаря присутствовал при Фарсальской битве, где определил потери Помпея в 6 000 человек.
В следующем году занимал должность плебейского трибуна, где препятствовал своему коллеге Публию Корнелию Долабелле провести закон об отмене долгов.
В 46 году — легат Цезаря в Африке, где преследовал Катона и Метелла Сципиона. В 45 году до н. э. вошёл в состав преторской коллегии.
В 44 году, когда Гай Юлий Цезарь был убит, находился в Дальней Испании, где командовал его войсками в борьбе с Помпеем Магном. Когда в 44 до н. э. проконсулом Ближней Испании был назначен триумвир Марк Эмилий Лепид, выступил против него, заявив, что «не передаст провинцию кому-либо, кто не имеет полномочий сената», и с тремя оставшимися легионами продолжал удерживать провинцию несколько месяцев.
Затем квестор Азиния Поллиона Луций Корнелий Бальб скрылся из Гадеса с деньгами, предназначенными для выплаты жалованья солдатам. Вскоре после этого Поллион потерпел настолько серьёзное поражение от Секста Помпея, что был вынужден бежать с поля боя тайком.
В 43 году во время Мутинской войны объявил лояльность римскому правительству. Однако, по мере того как между Антонием и Октавианом разгорался конфликт, постоянно переходил от одного к другому. Летом с двумя легионами отправился в Галлию, где присоединился к Антонию, сторонником которого оставался в последующие годы. Присутствовал на бононском совещании, где был учреждён новый триумвират. Там получил консульскую должность на 40 год. По сообщениям, включил в проскрипционные списки своего тестя Луция Квинкция: «Квинкций, которого должны были убить одним из первых, бежал, но покончил с собой, бросившись с корабля в море».
Около 42 года до н. э. Гай Азиний защищал перед триумвирами Луция Элия Ламию, адресата двух стихотворений Горация.
В 41 году, после того, как триумвиры разделили между собой провинции, назначен Антонием легатом (или промагистратом) с семью легионами в Транспаданской Галлии, где распределял между ветеранами землю. В Мантуе конфисковал имение Вергилия, с которым познакомился незадолго до этого, но впоследствии утрату собственности поэту компенсировал.
В 40 году Антоний, Лепид и Октавиан, отношения между которыми всё более обострялись, под давлением войск и общественного мнения были вынуждены пойти на мирные переговоры. Переговоры закончились Брундизийским, а за ним и Мизенским соглашениями. В качестве представителя Антония Поллион участвовал в подготовке Брундизийского соглашения.
В этом же году получил обещанную в 43 году должность консула. Этим годом датируется известная IV эклога Вергилия. Римское общество приняло заключённый договор за гарантию будущего благополучия и мира, и Вергилий обратился к Поллиону с восторженной эклогой, предрекая наступление золотого века в связи с рождением чудесного ребёнка. (Речь в эклоге, вероятно, идёт о сыне Азиния Поллиона, Поллионе Салонине). Поллион, однако, сложил полномочия раньше срока и получил проконсульство в Македонии.
В 39 году провёл успешную кампанию против парфинов, иллирийского народа, которые присоединились к Марку Юнию Бруту (возглавлявшему заговор против Юлия Цезаря) и 25 октября отпраздновал триумф. Этим годом датируется VIII эклога Вергилия, также адресованная Поллиону.
После этого удалился от государственных дел, разругавшись с Антонием. Когда в 31 году конфликт между Антонием и Октавианом достиг кризиса, Октавиан попытался привлечь Поллиона на свою сторону и предложил участие в битве при Акциуме против Антония. Поллион, однако, от участия в битве отказался, ответив, что «у него большие заслуги перед Антонием, и он сам, в свою очередь, обязан тому немалым, поэтому теперь устраняется от решения спора и станет добычей победителя».
В дальнейшем занимал независимую позицию, сдержанно относился к режиму Октавиана Августа и сожалел о республиканских свободах.

## Поллион как литературный деятель
Обратившись к частной жизни, занимался литературой и покровительствовал известным литераторам своего времени (Корнелию Галлу, Вергилию, Горацию, Тимагену).
Известен как собиратель и ценитель книг.
После триумфа над парфинами в 39 г. до н.э. на средства военной добычи основал первую публичную библиотеку в Риме, библиотекарем которой стал Марк Теренций Варрон.
Для этой библиотеки перестроил портик храма Свободы на Авентинском холме, который украсил статуями прославленных героев.
Библиотека имела два отделения, римское и греческое (по сообщениям, устройством библиотеки Поллион осуществил замысел Цезаря).
Поллион ввёл в римскую литературную жизнь т. н. recitationes, рецитации — открытое чтение произведений литературы в узком кругу знатоков.
Сообщается, стал первым автором в римской литературе, который декламировал собственные произведения.
На одном из таких чтений декламировал фрагменты ещё не оконченной «Энеиды» Вергилий.
Присутствовавший на чтении Октавиан Август был поражён образом Энея, которого Юлии-Клавдии считали своим прямым прародителем.
В результате Вергилий получил протекцию императора, которой пользовался до конца жизни.
В литературном кружке Поллиона формировались требования к поэтическому произведению, которые впоследствии отобразил в «Науке Поэзии» Гораций.
Молодой Гораций внимательно прислушивался ко всему, что обсуждалось в новом литературном кружке (где особенно превозносилось родное слово).
Здесь царила «здоровая критика»; юмор и ирония находили благодарную почву; каждое острое слово или поэтическая находка встречались с одобрением, оценивались достойно и запоминались надолго.
Пристрастие самого Поллиона к старым латинским авторам не мешало другим выступать «против писателей древних, на коих // мы, молодые, глядим свысока…».
Показателем, рисующим настроения кружка, является сочинение самого Азиния Поллиона, «История гражданской войны» в 17 книгах.
Сочинение охватывало период от начала Первого триумвирата до битвы при Акции.
От работы, которая служила материалом для Аппиана и Плутарха, сохранились только фрагменты (касаются сражений при Фарсале и Тапсе, войны в Испании и смерти Цицерона).
В своём труде Поллион рискует писать о республиканцах с симпатией, несмотря на то что к власти в Риме пришли их противники.
Гораций даёт высокую оценку этому сочинению. В Оде II 1 поэт воздаёт должное смелости Поллиона, который решился описать события, память о которых была острой и неприглядной.
Гораций, вслед за Поллионом, восхищается подвигом вождя республиканцев Катона Утического, который, не желая после поражения уступать триумвирам, покончил жизнь самоубийством в Утике.
Горацию, бывшему соратнику Брута, импонировало благожелательное отношение Поллиона к Бруту и Кассию, о которых сочинения Поллиона, по словам Тацита, «также хранят …добрую память».
В своей поэзии Поллион пытался возродить на римской почве древнюю аттическую трагедию.
Типичными героями Поллиона были цари, деяния которых он «воспевает трижды прерванной стопой», то есть ямбическим триметром, размером классической трагедии.
Вергилий, обращаясь к Поллиону, заявляет: «…дано ли мне будет рассеять по миру // песни твои, что одни лишь достойны котурна Софокла?».
Тацит в «Диалоге об ораторах» отзывается о творчестве Поллиона неоднозначно.
С критикой: «Азиний, хотя и родился во времена, нам близкие, также, представляется мне, учился при Менениях и Аппиях. Стиль Пакувия и Акция находит своё выражение у него не только в трагедиях, но также и в речах — до того он жесток и сух», «…и ни одно сочинения Азиния или Мессалы не прославлено так, как „Медея“ Овидия или „Фиест“ Вария»,
С одобрением: «…тогда как Кальв, и Азиний, и Цезарь, и Целий, и Брут по праву ставятся выше и предшественников, и тех кто жил после них».
Об искусстве Поллиона как прозаика и оратора Тацит замечает: «В Кальве больше сжатости, в Азинии — остроумия, в Цезаре — чёткости, в Целии — язвительности, в Бруте — основательности, в Цицероне — страстности, полноты и мощи»; «…на двадцать втором [году] Азиний Поллион [выступил] против Гая Катона, …и с такими речами, которые и ныне мы читаем всё ещё с восхищением».
Представляется, что главное в литературной деятельности Поллиона состоит не столько в собственном творчестве, сколько в умении собирать вокруг себя способных литераторов, и способствовать их развитию.